# Алленвілл (Міссурі)
Алленвілл (англ. Allenville) — селище (англ. village) в США, в окрузі Кейп-Джірардо штату Міссурі. Населення — 95 осіб (2020).

## Географія
Алленвілл розташований за координатами 37°13′19″ пн. ш. 89°45′20″ зх. д. / 37.22194° пн. ш. 89.75556° зх. д. (37.221831, -89.755466).  За даними Бюро перепису населення США в 2010 році селище мало площу 0,40 км², уся площа — суходіл.

## Демографія
Згідно з переписом 2010 року, у селищі мешкало 116 осіб у 42 домогосподарствах у складі 33 родин. Густота населення становила 290 осіб/км².  Було 49 помешкань (122/км²).
Расовий склад населення:
| - 99,1 % — білих |

До двох чи більше рас належало 0,9 %. Частка іспаномовних становила 0,0 % від усіх жителів.
За віковим діапазоном населення розподілялося таким чином: 31,0 % — особи молодші 18 років, 55,2 % — особи у віці 18—64 років, 13,8 % — особи у віці 65 років та старші. Медіана віку мешканця становила 35,5 року. На 100 осіб жіночої статі у селищі припадало 132,0 чоловіків;  на 100 жінок у віці від 18 років та старших — 116,2 чоловіків також старших 18 років.
Середній дохід на одне домашнє господарство  становив 52 757 доларів США (медіана — 45 000), а середній дохід на одну сім'ю — 56 587 доларів (медіана — 45 625). За межею бідності перебувало 10,3 % осіб, у тому числі 14,3 % дітей у віці до 18 років та 10,0 % осіб у віці 65 років та старших.
Цивільне працевлаштоване населення становило 32 особи. Основні галузі зайнятості: будівництво — 40,6 %, освіта, охорона здоров'я та соціальна допомога — 21,9 %, роздрібна торгівля — 15,6 %, виробництво — 12,5 %.